# Habsburg–Lotaringiai Adelheid szárd–piemonti királyné
Habsburg–Lotaringiai Adelheid (ismert még mint Ausztriai Adelheid, németül: Adelheid von Österreich, olaszul: Adelaide d’Austria, teljes nevén Adelheid Franciska Regina Erzsébet Klotild, németül: Adelheid Franziska Marie Rainera Elisabeth Clotilde; Milánó, 1822. június 3. – Torino, 1855. január 20.), a Habsburg–Lotaringiai-házból származó osztrák főhercegnő, Idősebb Ausztriai Rainer főherceg és Savoya–Carignanói Mária Erzsébet leánya, aki II. Viktor Emánuel király feleségeként Mária Adelheid (olaszul: Maria Adelaide) néven szárd–piemonti királyné.

## Élete

### Származása, testvérei
Mária Adelheid Franciska főhercegnő Milánóban, a Lombard–Velencei Királyság fővárosában született, 1822-ben. Édesapja Habsburg–Lotaringiai-ház főágából származó Rainer József osztrák főherceg (1783–1853) volt, a Lombard–Velencei Királyság alkirálya, I. Ferenc osztrák császár öccse, Lipót toszkánai nagyhercegnek, a későbbi II. Lipót német-római császárnak, magyar és cseh királynak (1747–1792) és a Bourbon-házból való Mária Ludovika spanyol infánsnőnek (1745–1792) fia.
Édesanyja Savoyai Mária Erzsébet Franciska carignanói hercegnő (Maria Elisabetta Francesca di Savoia-Carignano, 1800–1856) volt, Károly Albert király húga, Károly Emánuel Ferdinánd carignanói herceg (1770–1800) és Mária Krisztina szász–kurlandi hercegnő (1779–1851) leánya. Nyolc testvér közül Adelheid Franciska főhercegnő született másodikként:
- Mária Karolina Auguszta főhercegnő (1821–1844), nem ment férjhez, fiatalon meghalt.
- Mária Adelheid Franciska főhercegnő (1822–1855), Maria Adelaida néven szárd–piemonti királyné, II. Viktor Emánuel szárd–piemonti király felesége.
- Lipót (Leopoldo) Lajos Maria Ferenc főherceg (1823–1898) altábornagy, altengernagy, nem nősült meg.
- Ernő (Ernesto) Károly Félix főherceg (1824–1899) altábornagy.
- Zsigmond (Sigismondo) Lipót Rainer főherceg (1826–1891) altábornagy, nem nősült meg.
- Rainer (Ranieri) Ferdinánd Mária főherceg (1827–1913) altábornagy, a Birodalmi Tanács (Reichsrat) elnöke, aki Mária Karolina Lujza Krisztina főhercegnőt (1825–1915) vette feleségül.
- Henrik (Enrico) Antal Mária főherceg (1828–1891), aki a polgári származású Leopoldine Hofmannt, a későbbi Waideck bárónőt vette feleségül (morganatikus házasságban).
- Miksa (Massimiliano) Károly Mária főherceg (1830–1839), gyermekként meghalt.

### Házassága

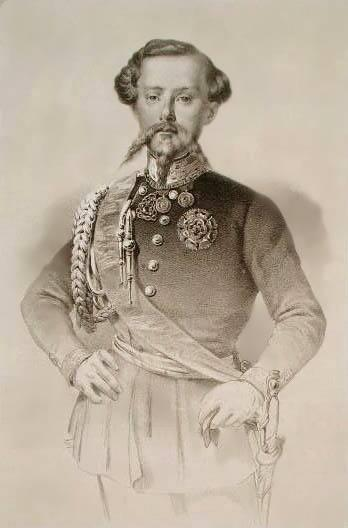
Férje, II. Viktor Emánuel szárd–piemonti király

1842. április 12-én feleségül ment unokafivéréhez, Viktor Emánuel herceghez (1820–1878), Károly Albert szárd–piemonti király (1798–1849) és Mária Terézia Franciska osztrák főhercegnő (1801–1855) fiához, a Szárd–Piemonti Királyság trónörököséhez. Az esküvőt a Torinó melletti Stupinigiban tartották.
Házasságukból 7 gyermek született, közülük négyen érték meg a felnőttkort:
- Mária Klotild hercegnő (1843–1911), aki Napoléon Joseph Charles Paul Bonaparte herceghez („le prince Napoléon”-hoz) ment feleségül. Unokájuk, Louis lett a Bonaparte-ház trónigénylője.
- Umbertó herceg (1844–1900), trónörökös, a később I. Umbertó néven olasz király.
- Amadé (Amadeo) Ferdinánd Mária herceg (1845–1890), a későbbi I. Amadé spanyol király.
- Oddone Eugenio herceg (1846–1866), Monferrato hercege, testi fogyatékkal született, fiatalon meghalt.
- Mária Pia hercegnő (1847–1911), aki 1862-ben I. Lajos portugál királyhoz ment feleségül.
- Carlo Alberto (1851–1854), Chablais hercege, kisgyermekként meghalt.
- Vittorio Emanuele (*/† 1852), Savoya hercege, születésekor meghalt.
- Vittorio Emanuele (*/† 1855), Genova grófja, kisgyermekként meghalt.

Férje állhatatlan, kicsapongó életet élt, felesége mellett több szeretőt is tartott. Egy Rosa Vercellana nevű polgárlány (La Bella Rosina), akihez éveken át tartó viszony fűzte, két törvénytelen gyermeket is szült a trónörököstől. 1849-ben, Károly Albert király lemondása nyomán férje II. Viktor Emánuel néven Savoya hercege és szárd–piemonti király lett. Viktor Emánuel erkölcsein azonban ez nem változtatott. Másik szeretője, Laura Bon ugyancsak két törvénytelen gyermeket szült a királytól, még Mária Adelheid életében (1852). A királyné kényszerűen viselte a megaláztatásokat.

### Halála
1855 januárjában, ötödik fiának születése után néhány nappal a 32 éves Mária Adelheid királyné meghalt gyermekágyban. A torinói Superga bazilikában (Basilica di Superga) temették el. Megözvegyült férjét 1861-ben az egyesített Olasz Királyság királyává kiáltották ki, II. Viktor Emánuel király néven. A király 1869-ben feleségül vette régi szeretőjét, Rosa Vercellanát.

## Külső hivatkozások
- Életrajzi, családi adatok (ThePeerage.com)